# Brian Goeltzenleuchter
Pour les articles homonymes, voir Goeltzenleuchter.
Brian Goeltzenleuchter, né en 1976 à San Diego, en Californie, est un artiste conceptuel et éducateur américain qui travaille dans l'art olfactif, la pratique sociale et la création d'images.

## Biographie
Brian Goeltzenleuchter naît à San Diego, en Californie. En 2001, il obtient une maîtrise en beaux-arts (Masters of Fine Arts) de l'Université de Californie à San Diego, où il a étudié auprès de David Antin (en) et Allan Kaprow.

## Travail
Le travail de Goeltzenleuchter a été exposé dans de nombreux lieux tels que l'Institute for Art and Olfaction, le Walters Art Museum, le Banff Centre, la Städtische Galerie Bremen et l'Institute of Contemporary Art de Los Angeles. Dans son œuvre, Goeltzenleuchter tente « d'explorer la dynamique entre les individus et les villes et institutions qui façonnent ces relations » en tentant d'interpréter les lieux publics tels que les villes surpeuplées comme Los Angeles Los Angeles,.

### Sillage
Sillage est une œuvre d'art publique olfactive en cours dans laquelle Brian Goeltzenleuchter demande aux habitants d'une ville de nommer des odeurs associées à différentes régions de la ville. Il traduit ensuite les réponses en parfums en bouteille représentant chaque région. Le projet se termine par un événement dans un musée d'art au cours duquel les visiteurs sont aspergés de l'odeur de leur quartier et sont encouragés à interagir avec d'autres personnes qui sentent différemment. Le portrait olfactif qui en résulte vise à stimuler la conversation et à fournir une représentation de la démographie du musée.
En 2014, le Santa Monica Museum of Art (en) (aujourd'hui Institute for Contemporary Art de Los Angeles) a accueilli le projet et, en 2016, le projet est réalisé au Walters Art Museum de Baltimore.

## Œuvre

### Art
- Sillage
  - 2014 : Institute of Contemporary Art (en), Los Angeles[6]
  - 2016 : The Walters Art Museum, Baltimore, MD[7]
- Volatile!
  - 2016 : The Poetry Foundation, Chicago, IL[8]
- Odophonics
  - 2016 : San Diego Art Institute, San Diego, CA[9]
- Scents of Exile
  - 2021 : Olfactory Art Keller Gallery, New York, NY
  - 2021 : Städtische Galerie Bremen, Kunsthalle Bremen, Paula Modersohn-Becker Museum, Germany[10]
  - 2022 : Art Gallery of Alberta, Canada

### Publications
- « Scenting the Antiseptic Institution », in: Designing with Smell, 2017, London : Routledge, ed. Victoria Henshaw[11]
- « The olfactory counter-monument: Active smelling and the politics of wonder in the contemporary museum », in: Olfactory Art and the Political in an Age of Resistance, 2021, London : Routledge, eds. Gwenn-Aël Lynn and Debra Riley Parr[12]

## Récompenses et distinctions
- Creative Catalyst Award (2014, won for the Olfactory Memoirs workshops)[13],[14]
- Park Social (2021, won for The Olfactory Present: By Means of Smoke)